# Roy Myers
Roy Anthony Myers Francis (ur. 13 kwietnia 1969 w Siquirres) – kostarykański piłkarz grający na pozycji ofensywnego pomocnika, trener piłkarski.

## Kariera klubowa
Karierę piłkarską Myers rozpoczął w klubie z Limón o nazwie AD Limonense. W sezonie 1989/1990 zadebiutował w jego barwach w kostarykańskiej Primera División. Po dwóch sezonach gry przeszedł do jednego z najbardziej utytułowanych klubów w kraju, Deportivo Saprissa z miasta San José. W 1994 roku wywalczył z nim pierwsze mistrzostwo kraju, a następnie sięgnął po nie w 1995 roku. W tym samym roku zwyciężył w Pucharze Mistrzów CONCACAF.
Latem 1996 Myers przeszedł do meksykańskiej Pachuki. Był jej podstawowym zawodnikiem w sezonie 1996/1997, w połowie 1997 roku wyjechał do kolumbijskiego Deportes Tolima. W 1998 roku wrócił do Deportivo Saprissa i dwukrotnie z rzędu wywalczył z nim mistrzostwo kraju. W 1998 roku wywalczył z Deportivo Copa Interclubes UNCAF.
W 1999 roku Myers przeniósł się do amerykańskiej Major League Soccer. Zadebiutował w niej w barwach New York MetroStars. W trakcie sezonu 2000 odszedł do Los Angeles Galaxy. W 2000 roku wygrał z nim Puchar Mistrzów (3:2 w finale z Olimpią Tegucigalpa). Jeszcze w tym samym roku wrócił do MetroStars.
W 2001 roku Myers ponownie został piłkarzem Deportivo Saprissa, a następnie rozegrał kolejne 3 mecze w MetroStars. Potem wrócił do ojczyzny i do 2004 roku grał w CS Cartaginés, w barwach którego zakończył karierę.

## Kariera reprezentacyjna
W reprezentacji Kostaryki Myers zadebiutował w 1990 roku. W tym samym roku został powołany przez selekcjonera Velibora Milutinovicia do kadry na Mistrzostwa Świata we Włoszech. Tam był rezerwowym i nie rozegrał żadnego spotkania. W 1997 roku wystąpił z Kostaryką na Copa América 1997 w Boliwii. Od 1990 do 2000 roku rozegrał w kadrze narodowej 45 spotkań i zdobył 2 gole.